# TILL THE END OF RUN
TILL THE END OF RUN(ティル・ジ・エンド・オブ・ラン)は松田樹利亜の18枚目のシングル。

## 内容
約3年ぶりにリリースした本作は表題曲のプロモーション・ビデオを収録したDVD付き。以降、アルバムリリースを中心に行っているため、現在でもシングルリリースを行っていない。

## 批評
CDジャーナルは「彼女ならではのパワー・ポップともいうべきサウンドで、ヘヴィなギターが非常に印象的。彼女のヴォーカリストとしての印象が以前よりも変わり、さらにセクシーに表現力が高くなっている」と評した。

## 収録曲
1. TILL THE END OF RUN
作詞：松田樹利亜　作曲・編曲：鈴木慎一郎
2. Dnamite risk
作詞：松田樹利亜　作曲・編曲：鈴木慎一郎